# 1991 SK2
1991 SK2 är en asteroid i huvudbältet som upptäcktes den 16 september 1991 av den amerikanske astronomen Henry E. Holt vid Palomarobservatoriet.
Asteroiden har en diameter på ungefär 7 kilometer och den tillhör asteroidgruppen Eos.